# Ficinia tristachya
Ficinia tristachya är en halvgräsart som först beskrevs av Christen Friis Rottbøll, och fick sitt nu gällande namn av Christian Gottfried Daniel Nees von Esenbeck. Ficinia tristachya ingår i släktet Ficinia och familjen halvgräs. Inga underarter finns listade i Catalogue of Life.